# Irena Pavelková
Irena Pavelková (Mladá Boleslav, 5 de septiembre de 1974) es una deportista checa que compitió en piragüismo en la modalidad de eslalon. Ganó siete medallas en el Campeonato Mundial de Piragüismo en Eslalon entre los años 2002 y 2011, y doce medallas en el Campeonato Europeo de Piragüismo en Eslalon entre los años 1996 y 2011.

## Palmarés internacional
| Campeonato Mundial | Campeonato Mundial                   | Campeonato Mundial | Campeonato Mundial |
| Año                | Lugar                                | Medalla            | Competición        |
| ------------------ | ------------------------------------ | ------------------ | ------------------ |
| 2002               | Bourg-Saint-Maurice (Francia)        | Medalla de plata   | K1 por equipos     |
| 2003               | Augsburgo (Alemania)                 | Medalla de oro     | K1 por equipos     |
| 2005               | Penrith (Australia)                  | Medalla de oro     | K1 por equipos     |
| 2006               | Praga (República Checa)              | Medalla de plata   | K1 por equipos     |
| 2007               | Foz do Iguaçu (Brasil)               | Medalla de plata   | K1 por equipos     |
| 2010               | Liubliana (Eslovenia)                | Medalla de oro     | K1 por equipos     |
| 2011               | Bratislava (Eslovaquia)              | Medalla de plata   | K1 por equipos     |
| Campeonato Europeo |                                      |                    |                    |
| Año                | Lugar                                | Medalla            | Competición        |
| 1996               | Augsburgo (Alemania)                 | Medalla de oro     | K1 por equipos     |
| 1998               | Roudnice nad Labem (República Checa) | Medalla de oro     | K1 por equipos     |
| 2000               | Mezzana (Italia)                     | Medalla de plata   | K1 por equipos     |
| 2000               | Mezzana (Italia)                     | Medalla de bronce  | K1 individual      |
| 2002               | Bratislava (Eslovaquia)              | Medalla de oro     | K1 por equipos     |
| 2002               | Bratislava (Eslovaquia)              | Medalla de plata   | K1 individual      |
| 2004               | Skopie (Macedonia)                   | Medalla de oro     | K1 por equipos     |
| 2004               | Skopie (Macedonia)                   | Medalla de bronce  | K1 individual      |
| 2005               | Tacen (Eslovenia)                    | Medalla de bronce  | K1 individual      |
| 2006               | L'Argentière-la-Bessée (Francia)     | Medalla de plata   | K1 por equipos     |
| 2008               | Cracovia (Polonia)                   | Medalla de bronce  | K1 individual      |
| 2011               | Seo de Urgel (España)                | Medalla de oro     | K1 por equipos     |